# سيإيإيتشي أوغوا
سيإيإيتشي أُوگَوا (باليابانية: 小川 誠一) (21 يوليو 1970 في تشيبا في اليابان – )؛ هو لاعب كرة قدم ياباني سابق كان يلعب كمدافع.

## وصلات خارجية
- سيإيإيتشي أوغوا على موقع رابطة كرة القدم اليابانية للمحترفين (اليابانية)
- سيإيإيتشي أوغوا على موقع عالم كرة القدم.نت (الإنجليزية)